# Neville Cenac
Sir Emmanuel Neville Cenac, GCSL, GCMG (Castries, 24 de novembro de 1939) é o Governador-geral de Santa Lúcia desde 12 de janeiro de 2018. Anteriormente foi Ministro do Exterior de 1987 a 1992 e Presidente do Senado de 1992 a 1997.
Em 18 de janeiro de 2018, Cenac foi condecorado Cavaleiro da Ordem de São Miguel e São Jorge (GCMG). No mesmo ano, foi condecorado com a Grã-Cruz da Ordem de Santa Lúcia (GCSL), na sua capacidade de Chanceler da Ordem.